# Ruda (wyspa)
Ruda – chorwacka wysepka znajdująca się na wprost portu Suđurađ na wyspie Šipan, między wyspami Šipan i Lopud. Jej powierzchnia wynosi 29,59 ha. Długość linii brzegowej wynosi 2 369 m, długość 720 m, a szerokość 550 m. Najwyższy punkt wyspy wznosi się 81 m n.p.m. Należy do archipelagu wysp Elafickich. Na wysepce, w południowo-wschodniej części jest jaskinia Špilja Gornja (Turkovica). 150 m na północ znajduje się skała o wysokości 3 m, również nazwana Ruda.